# Scopwick
Scopwick är en ort och civil parish i Storbritannien.   Den ligger i grevskapet Lincolnshire och riksdelen England, i den sydöstra delen av landet, 180 km norr om huvudstaden London. Scopwick ligger 19 meter över havet och antalet invånare är 707.
Terrängen runt Scopwick är platt, och sluttar brant österut. Runt Scopwick är det ganska tätbefolkat, med 108 invånare per kvadratkilometer. Närmaste större samhälle är Lincoln, 15,9 km nordväst om Scopwick. Trakten runt Scopwick består till största delen av jordbruksmark.